# Cosmina de Sus
Cosmina de Sus – wieś w Rumunii, w okręgu Prahova, w gminie Cosminele. W 2011 roku liczyła 418 mieszkańców.